# Siphonoglossa canbyi
Siphonoglossa canbyi là một loài thực vật có hoa trong họ Ô rô. Loài này được (Greenm.) Hilsenb. miêu tả khoa học đầu tiên năm 1979.